# Cercopithecus mitis kandti
Cercopithecus mitis kandti é uma subespécie de Macaco do Velho Mundo encontrado nas Montanhas Virunga, na África Central, incluindo quatro parque nacionais: Parque Nacional Mgahinga Gorilla no sudoeste de Uganda; Parque Nacional dos Vulcões, no noroeste de Ruanda; o Parque nacional de Virunga e o Parque nacional de Kahuzi-Biega, no leste da República Democrática do Congo. Habita florestas montana, principalmente com bambuzais.
É considerada como subespécie de  Cercopithecus mitis, e as duas são muito similares, entretanto, C. kandti possui uma mancha laranja-dourado nos flancos e dorso.
Não se sabe muito sobre seu comportamento. Vive em grupos sociais de até 30 indivíduos. Sua dieta consiste principalmente de frutas e folhas, mas também come insetos.
Devido à degradação de seu habitat e a guerras em seu limitado habitat, é uma espécie "em perigo", de acordo com a IUCN.